# Тоёхаси
Тоёхаси (яп. 豊橋市 Тоёхаси-си) — центральный город Японии, расположенный в юго-восточной части префектуры Айти на полуострове Ацуми на берегу нижнего течения реки Тоё. Основан 1 августа 1906 года путём предоставления посёлку статуса города. Город является центром машиностроения и пищевой промышленности. Площадь города составляет 261,35 км², население — 373 296 человек (1 июня 2014), плотность населения — 1428,34 чел./км².

## Образование
Университеты:
- Университет Айти;
- Технический университет Тоёхаси;
- Колледж Тоёхаси Содзо.